# Ali Zein
Ali Zein Mohamed, más conocido como Ali Zein (14 de diciembre de 1990), es un jugador de balonmano egipcio que juega de lateral izquierdo en el Dinamo Bucarest de la Liga Națională. Es internacional con la selección de balonmano de Egipto.

## Palmarés

### Selección egipcia
| Campeonato Africano  | Campeonato Africano | Campeonato Africano | Campeonato Africano |
| Año                  | Lugar               | Medalla             |                     |
| -------------------- | ------------------- | ------------------- | ------------------- |
| 2016                 | Egipto              | Medalla de oro      |                     |
| 2018                 | Gabón               | Medalla de plata    |                     |
| 2020                 | Túnez               | Medalla de oro      |                     |
| 2022                 | Egipto              | Medalla de oro      |                     |
| 2024                 | Egipto              | Medalla de oro      |                     |
| Juegos Mediterráneos |                     |                     |                     |
| Año                  | Lugar               | Medalla             |                     |
| 2013                 | Mersin              | Medalla de oro      |                     |
| 2022                 | Orán                | Medalla de plata    |                     |

### Al Ahly
- Liga de Campeones de África de balonmano (1): 2012
- Liga de Egipto de balonmano (1): 2013
- Recopa de África de balonmano (1): 2013

### ES Sahel
- Copa de Túnez de balonmano (1): 2014

### Al Jazira
- Liga de los Emiratos Árabes de balonmano (1): 2016

### Sharjah
- Liga de los Emiratos Árabes de balonmano (3): 2019, 2020, 2021

### Barcelona
- Liga Asobal (1): 2022
- Liga de Campeones de la EHF (1): 2022
- Copa Asobal (1): 2022
- Copa del Rey de Balonmano (1): 2022

### Dinamo Bucarest
- Liga Națională (2): 2023, 2024
- Copa de Rumania de balonmano (1): 2024

## Clubes
| Club             | País                   | Año         |
| ---------------- | ---------------------- | ----------- |
| Al Ahly          | Egipto                 | - 2013      |
| E. S. Sahel      | Túnez                  | 2013 - 2014 |
| Al Jazira Club   | Emiratos Árabes Unidos | 2014 - 2016 |
| Pays d'Aix UCH   | Francia                | 2016 - 2018 |
| Sharjah          | Emiratos Árabes Unidos | 2018 - 2021 |
| Al Ahly (cedido) | Egipto                 | 2020        |
| FC Barcelona     | España                 | 2021 - 2022 |
| Dinamo Bucarest  | Rumania                | 2022 - Act. |